# Lateriet

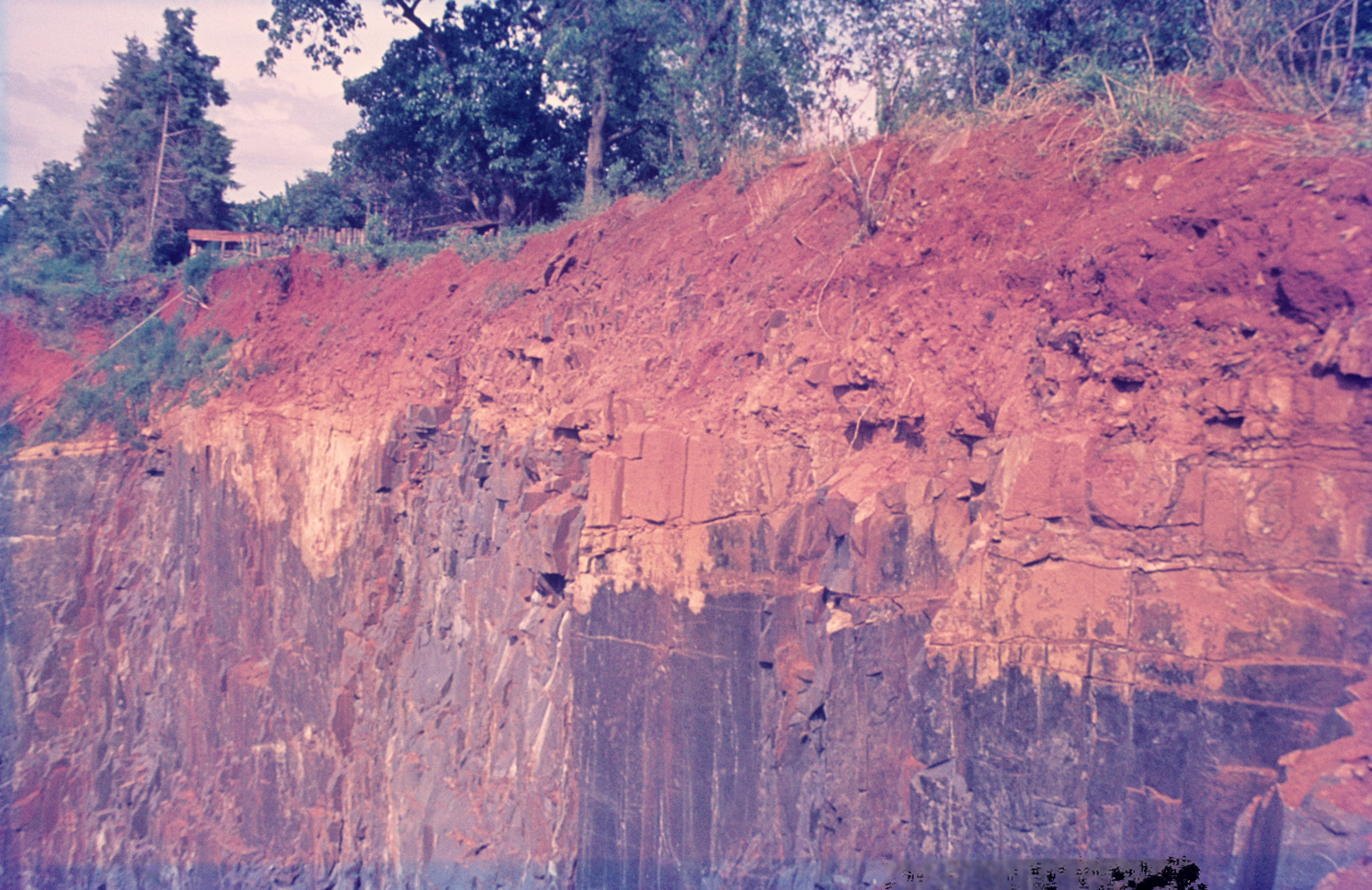
Lateriet gevormd op onderliggend basalt, Campinas, Brazilië

Lateriet is een verweringslaag van de onderliggende bedrock die vooral uit kaoliniet, hematiet en gibbsiet bestaat. Na indrogen wordt het materiaal irreversibel hard. Bestaat het verweringsproduct grotendeels uit gibbsiet dan wordt het bauxiet genoemd. Lateriet is het resultaat van een ver gevorderd intensief verweringsproces onder tropische omstandigheden. Het is kenmerkend voor de vaak dikke rode tropische bodems. Tegenwoordig wordt het voor gebruik in de bodemclassificatie als een te breed gedefinieerd en daardoor niet goed bruikbaar bodemkenmerk beschouwd. De meeste niet-verharde laterieten worden nu als plinthiet geclassificeerd.